# Customer-Relationship-Management
Customer-Relationship-Management, kurz CRM (englisch für Kundenbeziehungsmanagement oder Kundenpflege), bezeichnet die konsequente Ausrichtung eines Unternehmens auf seine Kunden und die systematische Gestaltung der Kundenbeziehungsprozesse. Die dazugehörige Dokumentation und Verwaltung von Kundenbeziehungen sind wichtige Bausteine und ermöglichen ein vertieftes Beziehungsmarketing. In vielen Branchen (z. B. Telekommunikation, Versandhandel, Dienstleistungsunternehmen) sind Beziehungen zwischen Unternehmen und Kunden langfristig ausgerichtet. Mittels CRM werden diese Kundenbeziehungen gepflegt, was sich maßgeblich auf den Unternehmenserfolg auswirken soll.

## Hintergrund
Kundenansprachen und Kundenbindungen nehmen einen wichtigen Stellenwert ein, da die Gewinnung von Neukunden bis zu fünfmal teurer sein kann als die Kundenbindung. Daher werden bei vielen Unternehmen sämtliche Daten von Kunden und alle mit ihnen abgewickelten Transaktionen in Datenbanken gespeichert. Diese Daten können integriert und aufbereitet werden, um im Unternehmen an jeder Stelle in der passenden Zusammenstellung zur Verfügung zu stehen. Die Daten und Transaktionen werden immer im Kontext zu Prozessen eines Unternehmens gesehen.
CRM unterstützt die Kommunikation im Kundenprozess mit Zahlen, Daten und Fakten, um die Aufmerksamkeit in Beziehungen mit einem hohen Kundenwert zu konzentrieren (siehe hierzu: Key-Account-Management) und Schwachstellen im Dialog mit dem Kunden zu identifizieren. So gibt CRM-Software z. B. eine Struktur vor, um einen standardisierten Arbeitsvorgang zu gewährleisten.
Im Gegensatz zum CRM beschäftigt sich das Stakeholder-Relationship-Management (SRM) mit allen Geschäftspartnern eines Unternehmens, inklusive Teilhabern und Aktionären.
CRM ist teils auch ein ganzheitlicher Ansatz zur Unternehmensführung. Er integriert und optimiert dann abteilungsübergreifend alle kundenbezogenen Prozesse in Marketing, Vertrieb, Kundendienst sowie Forschung und Entwicklung. Dies geschieht auf der Grundlage einer Datenbank mit entsprechender Software zur Marktbearbeitung und ggf. anhand eines vorher definierten Verkaufsprozesses. Zielsetzung von CRM ist dabei die Schaffung von Mehrwerten auf Kunden- und Lieferantenseite im Rahmen von Geschäftsbeziehungen.

## Ziele
Da das CRM im Zusammenspiel mit dem Marketing operiert, werden seine Ziele häufig aus den Marketingzielen abgeleitet. Im Allgemeinen geht es darum, durch Analyse des Kaufverhaltens und den entsprechenden Einsatz der Instrumente des Marketing-Mix die Kundenzufriedenheit und die Kauffrequenz durch Up- und Cross-Selling zu steigern, die Bindung der Bestandskunden mit maßgeschneiderten Aktionen zu erhalten und aus Interessenten Kunden zu machen, die sogenannte Konversion.
Das Ziel eines Customer-Relationship-Management-Systems ist es, dokumentierte Informationen, die einem Kunden eindeutig zuzuordnen sind, durch Zusammenführung, Generalisierung, Kombination und Abstrahierung visuell darzustellen, um auf eine maximal erreichbare Anzahl von möglichen Fragestellungen des Marketings aussagekräftige Antworten bieten zu können. Gleichzeitig werden dabei durch zentrale Datenerfassung die Kosten gesenkt, die Reaktions- und Liefergeschwindigkeit gesteigert und die Kundenorientierung verbessert, indem Kunden individualisierte, ihren Bedürfnissen entsprechende Leistungen angeboten werden können. Durch die einfache Auswertbarkeit von Datenbanken innerhalb des CRMs kann z. B. ein verändertes Kundenverhalten im großen Stil für veränderte Bedürfnisse oder neue Wettbewerber sprechen.

## Prozesse
Ausgehend von der Annahme, dass CRM ein Mittel für die Kommunikation im Kundenprozess ist, können drei Bereiche identifiziert werden, für die CRM besonders relevant ist: Marketing, Verkauf und Kundendienst. Diese drei Bereiche legen zugleich die unternehmensinternen und -externen Organisationseinheiten (z. B. Mitarbeiter, Kunden, Geschäftspartner, Unternehmensbereiche) fest, die vom CRM betroffen sind. Die Unterteilung dient auch der Strukturierung funktionaler Fragestellungen, z. B. wenn es darum geht, welche Funktionen insbesondere im operativen und analytischen CRM zur Verfügung stehen sollen.
Beispiele: Die Marketingabteilung selektiert die Kundendaten für eine gezielte Kundenansprache im Rahmen von Kampagnen. Der Vertrieb und der Service nutzen sowohl bei der Neukundengewinnung als auch bei der Bestandskundenpflege eine zentrale Datenbasis, um allen Beteiligten im Unternehmen eine einheitliche Sicht auf den Kunden und dessen Historie zu ermöglichen.

### Akquise bzw. Akquisition
Die Rolle des CRM bei der Neukundengewinnung besteht darin, in der Datenbank gespeicherte Interessenten mit Mitteln des Direktmarketings beziehungsweise des persönlichen Verkaufs anzusprechen und so als Kunden zu gewinnen. Durch Fortführung des Dialogs (direkte Kontakte, Einladungen, Gewinnspiele, Befragungen etc.) wird das Bild des potenziellen Kunden differenziert. Hieraus kann auf das generelle Potenzial des Kunden, seine genauen Produktanforderungen und etwa auf einen geplanten Produktkaufzeitpunkt geschlossen werden.

### Kundenbindung
Ein Unternehmen nimmt in regelmäßigen Abständen Kontakt zu seinen Kunden auf (outbound). Die Mitarbeiter erkundigen sich im After-Sales-Management, ob das Unternehmen etwas für seine Kunden tun kann. Hierbei bietet es ggf. einen neuen Mehrwert an. Gleichzeitig werden im Rahmen des Beschwerde- und Service-Managements eine Reihe von Serviceleistungen in Form von Beratungs- und Servicehotlines bereitgestellt (inbound).

### Marketing
Für das Marketing werden die Daten des CRM dazu genutzt, sowohl Neukunden als auch Bestandskunden mit Produktinformationen oder Imagekampagnen zu informieren. Dies geschieht über Kundenzeitschriften, elektronische Newsletter, Anschreiben, den persönlichen Kontakt, geschlossene Angebote im Internet, Sonderkonditionen oder offensive Öffentlichkeits- und Pressearbeit, so dass der Kunde sieht, dass er für das Unternehmen einen wichtigen Stellenwert hat. Gleichzeitig wird so versucht, weitere Informationen für die CRM-Datenbank über die Kunden zu erhalten, aber auch direkte Kundenumfragen kommen zum Einsatz.

## Komponenten
Customer-Relationship-Management wird üblicherweise eingeteilt in das analytische, das operative, das kommunikative und das kollaborative CRM.

### Analytisches CRM
Das analytische CRM führt Analysen auf den im Data-Warehouse-System zusammengeführten Kunden- und Transaktionsdaten mittels multivariater Methoden und Methoden der Business-Intelligence wie Data-Mining aus. Im analytischen CRM kommt es darauf an, wichtige Informationen aus den Kundendaten zu gewinnen. Es etabliert somit die Grundlage für das operative und kommunikative CRM. So lassen sich Abwanderungstendenzen und Betrugstatbestände, aber auch neue Zielgruppenmerkmale aus den Daten ablesen. Durch das analytische CRM kann man Eigenschaften, Verhaltensweisen und Wertschöpfungspotenziale von Kunden besser erkennen und einschätzen. Die Schnittstelle zwischen dem analytischen und dem operativen CRM wird durch das Kampagnenmanagement gebildet.

### Operatives CRM
Im operativen CRM werden durch das analytische CRM gewonnene Informationen einer Verwendung zugeführt. Dies können Kundenbewertungen, wie z. B. ABC-Analyse, Marktsegmentierung oder Cross-Selling, d. h. Erhöhung des Umsatzes pro Kunde durch Verkauf zusätzlicher Produkte sein. Hinzu kommen das Nachfassen im Vertrieb, zum Beispiel durch Newsletter, Mailings oder Nachtelefonieren. Umgekehrt werden im operativen CRM die meisten Daten für die Auswertung im analytischen CRM gewonnen. Der Ablauf ist dabei folgender: Gewinnung erster Daten im operativen CRM (Henne-Ei-Problem),
Weiterverarbeitung und Auswertung der (operativen) Daten im analytischen CRM und Anstoß weiterer operativer Kampagnen in deren Folge neue operative Daten gewonnen werden und ein Kreislauf entsteht.

### Kommunikatives CRM
Ein Baustein des operativen CRM ist das kommunikative CRM, welches die direkte Schnittstelle zum Kunden anspricht, wie z. B. die Kundenkontaktpunkte. Durch das kommunikative CRM werden die verschiedenen Kommunikationskanäle für den Kundenkontakt bereitgestellt. Hierbei spricht man mittlerweile auch von Multichannel-Management. Dieses soll die Verwaltung der Kommunikationskanäle und deren effiziente Nutzung sicherstellen. Wesentliche Kanäle der Kommunikation sind dabei das Telefon, sowohl eingehend (inbound) als auch ausgehend (outbound), das Web mit E-Commerce und sozialen Netzwerken, sowie E-Mails und der klassische Brief/Fax in der sogenannten Face-to-Face-Kommunikation.

### Kollaboratives CRM
Kollaborativ oder Collaborative CRM bezieht sich darauf, dass CRM nicht nur innerhalb einer Organisationseinheit oder einer Unternehmung umgesetzt wird, sondern über Organisations- und Unternehmensgrenzen hinaus. In der Praxis kann dies z. B. bedeuten, dass CRM nicht nur in der Außendienstvertriebsorganisation umgesetzt wird, sondern im gesamten Vertrieb. Hier müssen dann für Pricing, Rabatte und Zielgruppenfokus integrative Konzepte gefunden werden, um die Kräfte zu bündeln und den Kunden gezielt und mit einheitlichen Zielsetzungen und klar abgegrenzten Verantwortlichkeiten anzusprechen. Hierzu gehört z. B. auch die Abgrenzung zwischen Neugeschäft und Servicegeschäft speziell bei Investitionsgütern.
Kollaboratives CRM kann auch über die Unternehmensgrenzen hinausgehen und z. B. externe Lieferanten, externe Vertriebskanäle, externe Dienstleister, externe Logistikunternehmen in ein einheitliches CRM-Konzept miteinbeziehen. Durch die Optimierung entlang der gesamten Wertschöpfungskette können die Prozesskosten, der Medieneinsatz sowie die Prozessgeschwindigkeit noch weitreichender optimiert werden. Im Collaborative CRM wird – ausgehend von Autoren an der Harvard Business School (Kracklauer/Mills/Seifert) – auch eine mögliche Weiterentwicklung für das Category-Management (Warengruppenmanagement) gesehen. So eröffnet das Collaborative CRM neue Wege für Industrie und Handel, gemeinsam entlang der Wertschöpfungskette Kundengewinnung, Kundenbindung und Kundenentwicklung über das reine Warengruppenmanagement hinaus zu betreiben.

## CRM-Systeme
Eine speziell auf das Kundenbeziehungsmanagement zugeschnittene Software wird CRM-System genannt. Das ist eine Datenbankanwendung, die eine strukturierte und gegebenenfalls automatisierte Erfassung sämtlicher Kundenkontakte und -daten ermöglicht. Diese Daten unterstützen durch ihre permanente und umfassende Verfügbarkeit die Arbeit von Vertriebsmitarbeitern in vielen Hinsichten. In größeren Unternehmen werden die Daten des CRM-Systems häufig in einem Data Warehouse für eine weitergehende manuelle oder automatische Auswertung mittels Data-Mining oder OLAP zur Verfügung gestellt.
CRM-Systeme basieren überwiegend auf Standardsoftware-Produkten. Solche Programme sind für typische Anforderungen in großer Vielfalt und in allen Preisklassen auf dem Markt verfügbar. CRM-Lösungen für besondere Anforderungen werden hingegen meist als Individuallösung erstellt. Es gibt eine Vielzahl von Angeboten im kommerziellen Bereich, nicht nur für Großunternehmen, sondern auch für den KMU-Bereich.
Ideal ist die Integration der CRM-Software in das ERP-Programm des Unternehmens, um Redundanzen in der Datenhaltung zu vermeiden. Auch die Datenqualität wird durch eine solche Integration besser, da das CRM auf die „Echt-Daten“ zurückgreift: Kunden-Stammdaten, Bewegungsdaten aus dem Angebotswesen und der Auftragsabwicklung etc. Ein Problem von CRM ist die riesige Datenmenge, die entsteht. Die Qualität der Daten wird schlechter. Ausweg ist ein Dirty-CRM-Ansatz, bei dem die Qualität der Daten nicht erste Priorität hat, beispielsweise wenn nur Mail-Adressen ohne weitere Informationen bekannt sind und die Kundenbeziehung erst später entsteht. Viele Systeme versagen hier, weil Pflichtangaben oder analytische Aufgaben nicht durchführbar sind.
Meist kommen bei der Kundenpflege vor allem proprietäre Softwarelösungen in Frage. Es existieren aber auch Software-on-Demand-, SaaS- und Open-Source-Lösungen. On-Demand-Lösungen sind sofort verfügbar. Nutzer bezahlen in den meisten Fällen nur für die Nutzung und ersparen sich eine mitunter aufwendige technische Infrastruktur. Open-Source-Lösungen sind weitestgehend frei verfügbar und damit preiswert in der Beschaffung. Wichtig bei der Auswahl sind aber vor allem die Anpassungsmöglichkeiten der Software an die konkrete Aufgabenstellung im Unternehmen und die verfügbaren Schnittstellen in die schon vorhandene Software-Landschaft. Der Hauptteil der Kosten des Kundenbeziehungsmanagements entsteht nicht bei der Beschaffung der Software, sondern als Personalkosten bei der Planung und Durchführung von Aktionen sowie bei der Pflege der Daten.

### Gespeicherte Daten
Welche Daten gespeichert werden, ist u. a. abhängig von den konkreten Zielsetzungen des CRM und der Branche des Unternehmens. Die Bandbreite reicht dabei von einfachen Kontaktdaten über Daten zum Kundenkonto bis hin zu teilweise sehr persönlichen Daten, wie beispielsweise Kreditinformation, Personalinformation, Vorstrafen oder Beitreibungen. Die Wahrung des Datenschutzes ist deswegen bei der Speicherung und Verarbeitung der Daten sowie bei der Gewährung von Zugriffsrechten unbedingt zu beachten. Das gilt uneingeschränkt auch dann, wenn im Geltungsbereich eines Datenschutzgesetzes erhobene Daten außerhalb des Geltungsbereichs dieses Datenschutzgesetzes verarbeitet werden. Wenn in der Beziehung zwischen Kunden und Mitarbeitern eine Leistungs- und Verhaltenskontrolle der Mitarbeiter möglich ist, sind auch arbeitsrechtliche Bestimmungen zu berücksichtigen. Angesichts der Rechtslage ist häufig ein Verzicht auf die Speicherung und Verarbeitung sensibler Daten (z. B. personenbezogene Daten) der praktikabelste Weg, die Rechte der Menschen, denen diese Daten zugeordnet sind, sicherzustellen.

### Nutzen
Moderne CRM-Systeme unterstützen Mitarbeiter im täglichen Kundendialog. Bei eingehenden Anrufen (CTI) oder E-Mails usw. können anhand der Absenderkennung direkt die passenden Kundendaten angezeigt werden. Eine übersichtliche Kontakthistorie zeigt alle Interaktionspunkte mit dem Kunden inkl. Notizen. E-Mails und andere Dateien sind direkt verlinkt. Über eine integrierte Workflow-Engine mit Ticketingsystem erhält man direkten Zugriff auf Verkaufschancen oder Servicetickets.

### Anforderungen an ein CRM-System
- detaillierte Adressinformationen
- komplette Kundenhistorie
- spezifische Marketingaktionen
- Angebotserstellung
- Kundenselektion (zum Beispiel nach PLZ, Branche oder Aktivitäten)
- individuelles Berichtswesen
- einfache Kundenstatistik
- schnelle Auftragsinfo
- ggf. Integration eines vorhandenen Dokumentenmanagementsystems
- Zeitmanagement
- Multichannel Management
- Integration von Office-Produkten
- integrierter E-Mail-Client
- Aufgabenverwaltung mit Wiedervorlagen
- Daten Im- und Export, Unterstützung von Datenmigration

## Verwandte Konzepte, Formen und neue Entwicklungen

### Retention-Marketing
Unter Retention-Marketing versteht man einen Ansatz des strategischen Marketings, mit dem Ziel, bereits bestehende Kundenbeziehungen oder allgemein die Kundenbindung zu intensivieren, das heißt die sogenannte customer retention erhöhen. Hintergrund ist die Tatsache, dass die Akquisition von Neukunden zunehmend schwieriger und teurer wird. Siehe auch Paretoprinzip, welches hier angewandt bedeutet: mit 20 % seiner Kunden generiert man 80 % seines Umsatzes.
Beim Retention-Marketing werden wichtige Kundengruppen identifiziert, um diese mit gezielten Maßnahmen der Kundenbindung (Beispiele sind hier Kunden- oder auch Paybackkarten) langfristig an das Unternehmen zu binden. Grundvoraussetzung hierfür ist eine systematisch angelegte Marktforschung zur Gewinnung der Kundendaten. Diese werden dann in Datenbanken erfasst und zur Grundlage eines Database-Marketings.
Nieschlag, Dichtl und Hörschgen zufolge lässt sich Kundenbindung definieren als „Bemühen eines Unternehmens, Abnehmer mit ökonomischen, sozialen, technischen oder juristischen Mitteln an sich zu binden“; Peter zufolge bezieht sich der Begriff auf „den Aufbau und die Aufrechterhaltung einer Geschäftsbeziehung als einer nicht zufälligen Folge von Markttransaktionen zwischen Lieferant und Kunde“, wobei sie „Kundenbindung als Realisierung oder Planung wiederholter Transaktionen zwischen einem Anbieter und einem Abnehmer innerhalb eines in Abhängigkeit von der Art der Transaktion bestimmten Zeitraums“ interpretiert.

### Social CRM
Social CRM (SCRM) wird als neuer Trend für das CRM gesehen. Dabei handelt es sich um eine Unternehmensstrategie, die bestehende und potenzielle Kunden über das Internet, vor allem über Social-Media-Plattformen und andere digitale Kanäle, in einen gemeinschaftlichen Dialog einbindet. Während das traditionelle CRM eher auf einem operativen Ansatz beruht, der die Kundenbeziehungen effektiv verwalten soll, zielt Social CRM darauf ab, die Kundenwünsche zu erfüllen und gleichzeitig die Unternehmensziele zu erreichen. Dabei ist Social CRM als Erweiterung des traditionellen CRM zu sehen.

### Mobile CRM
Der Begriff Mobile-Customer-Relationship-Management (mCRM) bezeichnet alle Maßnahmen des Kundenbeziehungsmanagements (CRM) unter Zuhilfenahme von Technologien des mobilen Internets.
Die kommunikativen, operativen und analytischen Maßnahmen der unterschiedlichen Unternehmensfunktionen zur Erreichung der Unternehmensziele müssen jedoch an das mobile Internet angepasst werden. Aufgrund der technischen Ausgestaltung und stetigen Verbreitung des mobilen Internets stehen Unternehmen besonders bei der Umsetzung der CRM-Ziele Integration und Individualisierung vor neuen Herausforderungen. Mobile CRM findet besonders bei Vor-Ort-Terminen Verwendung – es ermöglicht den Außendienstmitarbeitern, von überall auf die Kundendaten zuzugreifen. Mobile CRM wird aufgrund nicht zu garantierender Datensicherheit und nicht garantierter Verfügbarkeit kritisch gesehen.

### Extended-Relationship-Management (xRM)
xRM steht für Extended-Relationship-Management oder auch any Relationship Management und unterstreicht die Fähigkeit eines CRM-Systems, nicht nur Kundenbeziehungen verwalten zu können, sondern alle Arten von Beziehungen zwischen verschiedenen Entitäten. Das x in xRM kann hierbei stellvertretend für Kunden, Mitarbeiter, Zulieferer, Partner, Mitbewerber aber auch abstrakter für Maschinen, Regionen oder Dienstleistungen stehen. Ein xRM-System verwaltet hierbei in der Regel nicht nur eine Entität, sondern mehrere Entitäten gleichzeitig.

### Vendor Relationship Management
Vendor Relationship Management (VRM) ist eine Bezeichnung für die Praxis des kundenseitigen Managements von Beziehungen zu Unternehmen sowie weiterer Institutionen und Organisationen. Es wird mittels Software-Applikationen gestaltet, welche unter der Kontrolle des Kunden stehen und ihm die Integration und Nutzbarmachung seiner Daten erlauben mit dem Ziel sie auf Basis eigenen Bedingungen zu verwenden. Konzeptionell betrachtet bildet VRM das Gegenstück zu CRM, bei dem Kunden von einem passiven Teilnehmer des Beziehungsmanagement-Prozesses zu einem aktiven Teilhaber werden.

### Business Relationship Management
Der Begriff Business Relationship Management, kurz BRM (dt. = Pflege oder Verwaltung von Geschäftskundenbeziehungen) wird vermehrt als Pendant zum klassischen CRM genutzt, um die besondere Beziehung zu Geschäftskunden zu betonen. BRM ist besonders in zweiseitigen Märkten (Two-Sided Markets) von Bedeutung, wo eine Dreiecksbeziehung zwischen Kunden, Unternehmen und Sub- oder Partnerunternehmen besteht.

### Callcenter
Kontaktcenter-CRM-Anbieter sind für kleine und mittelständische Unternehmen interessant. Diese Systeme systematisieren die Interaktionen zwischen dem Unternehmen und seinen Kunden mithilfe von Analysen und Leistungskennzahlen, anhand derer die Benutzer bestimmen, worauf sie ihr Marketing und ihren Kundendienst konzentrieren sollten. Dadurch erhalten die Agenten Zugriff auf die Historie eines Anrufers und können die Kundenkommunikation individualisieren. Das Ziel ist die Maximierung des durchschnittlichen Erlöses pro Kunde, das Verringern der Abwanderungsquote sowie das Reduzieren von nutzlosem und unproduktivem Kundenkontakt.
Das Konzept von Gamification, das heißt der Einsatz von Spielprinzipien und Elementen des Spieldesigns außerhalb des Kontexts von Spielen, z. B. in einer Kundendienstumgebung, erfreut sich zunehmender Beliebtheit. Die Gamification von Kundendienstumgebungen umfasst den Einsatz von Elementen, die in Spielen verwendet werden, z. B. Belohnungen und Bonuspunkte für Kundenberater als Feedback für gute Arbeit. Gamification-Instrumente nutzen das Bedürfnis der Agenten nach Belohnung, Anerkennung, Erfolgen und Wettkampf und können sie auf diese Weise motivieren.

### Automatisierung von Kontaktzentren
Die Automatisierung des Kontaktzentrums, d. h. die Koordinierung der Kontakte zwischen einem Unternehmen und der Öffentlichkeit durch ein integriertes System, soll den Anteil der monotonen und eintönigen Aufgaben der Agenten verringern. Dies geschieht durch vorab aufgezeichnete Audionachrichten, die Kunden bei der Problemlösung helfen. Beispielsweise kann ein Kunde in einem automatisierten Kontaktcenter mittels einer Reihe von Befehlen aufgefordert werden, eine bestimmte Ziffer zu drücken, um mit einem bestimmten Kontaktcenter-Agenten zu sprechen, der auf das Gebiet spezialisiert ist, zu dem der Kunde eine Frage hat. Außerdem können Fragen und Wünsche von Kunden durch Softwareprogramme behandelt werden, die in die Desktop-Werkzeuge des Agenten integriert sind. Hierdurch sparen auch die Mitarbeiter Zeit.

### Business-to-Business-Transaktionen
Zwar wird von CRM-Systemen im Allgemeinen angenommen, dass sie für kundenzentrierte Unternehmen entwickelt wurden, sie können jedoch in B2B-Umgebungen (Business-to-Business) zum Rationalisieren und Verbessern des Kundenmanagements eingesetzt werden. Für den optimalen Einsatz von CRM in einer B2B-Umgebung muss die Software individualisiert und für einzelne Personen bereitgestellt werden.
Die Hauptunterschiede zwischen CRM-Systemen in einer Business-to-Consumer-Umgebung (B2C) und CRM-Systemen in einer Business-to-Business-Umgebung betreffen Aspekte wie die Größe der Kontaktdatenbanken und die Dauer der Beziehungen. Business-to-Business-Unternehmen haben i. d. R. kleinere Datenbanken als Business-to-Consumer-Unternehmen, und in Business-to-Business-Umgebungen liegen relativ geringe Umsätze vor. Die Anzahl der Angebote ist in Business-to-Business-Umgebungen geringer, in manchen Fällen sind ihre Kosten jedoch weitaus höher als für Business-to-Consumer-Artikel, und in einer Business-to-Business-Umgebung werden Beziehungen über einen längeren Zeitraum aufgebaut. Außerdem muss sich ein CRM-System für eine Business-to-Business-Umgebung einfach in Produkte von anderen Unternehmen integrieren lassen. Diese Integration ermöglicht das Erstellen von Prognosen des Kundenverhaltens auf der Grundlage der Kaufhistorie, der Rechnungen, des Geschäftserfolgs usw. Eine Anwendung für ein Business-to-Business-Unternehmen muss über eine Funktion verfügen, die es ermöglicht, alle Kontakte, Prozesse und Verkaufsabschlüsse im Kundensegment zu verknüpfen und auf dieser Grundlage einen Bericht zu erstellen. Die Automatisierung des Verkaufsprozesses ist eine wichtige Anforderung für Business-to-Business-Produkte. Dabei sollte der Verkauf in allen Phasen bis zum Abschluss effektiv verwaltet werden. Ein wesentlicher Punkt ist schließlich die Individualisierung. Sie hilft dem Business-to-Business-Unternehmen, eine stabile und dauerhafte Beziehung zu dem Kunden aufzubauen und zu pflegen.

## Kritik
Einige Datenschutzfachleute sehen das Interesse der Kunden, dass ihre Daten vertraulich behandelt werden, als gefährdet oder sogar verletzt an.